# Liste von Burgen, Schlössern und Festungen im Département Gard
Die Liste von Burgen, Schlössern und Festungen im Département Gard listet bestehende und abgegangene Anlagen im Département Gard auf. Das Département zählt zur Region Okzitanien in Frankreich.

Wappen des Départements Gard (30)
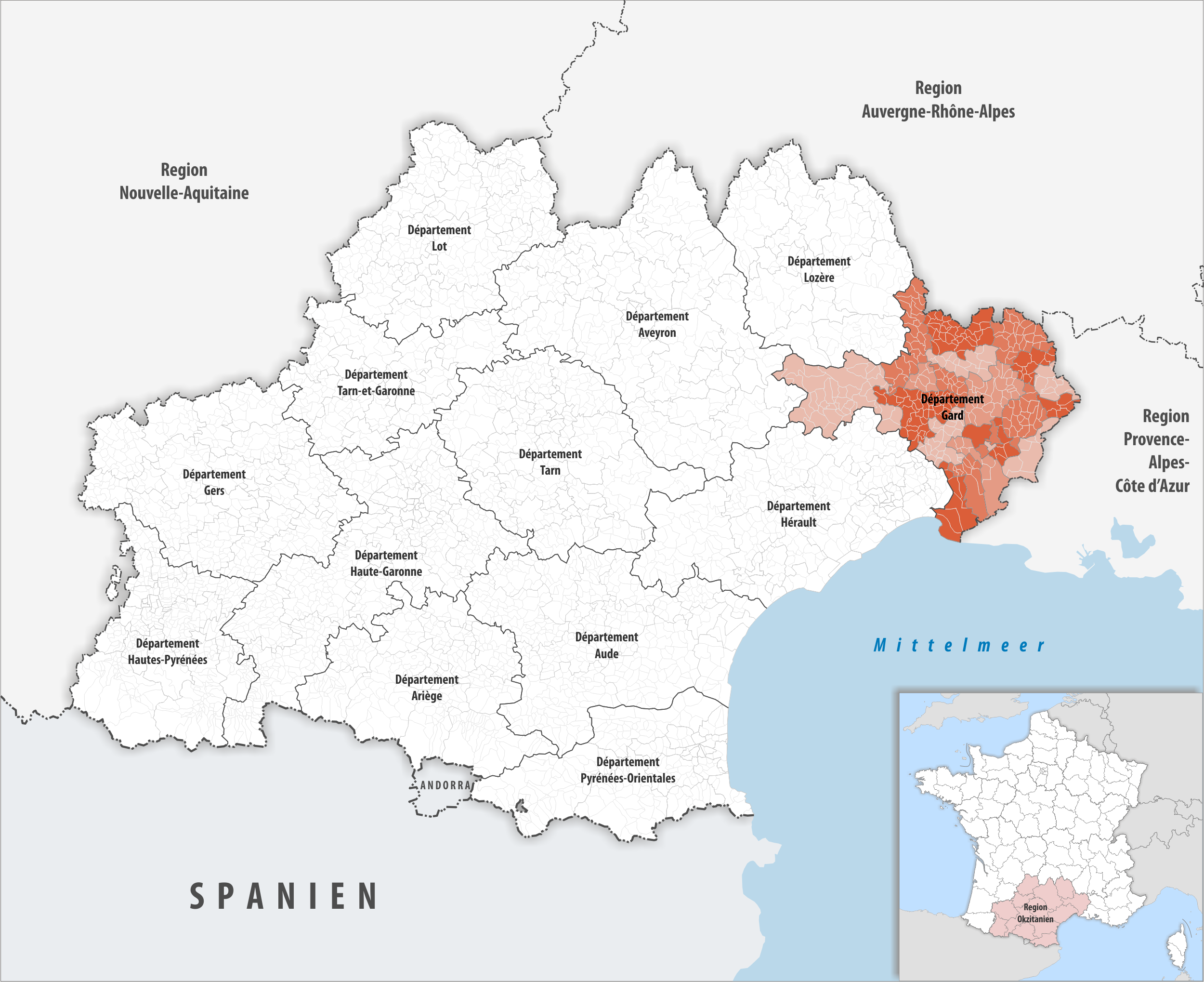
Lage des Départements Gard in der Region Okzitanien
Lage der Region Okzitanien in Frankreich

## Liste
Bestand am 12. November 2022: 123
| Name deu / fra                                                     | Gemeinde / Lage                         | Typ (Untertyp)              | Bemerkungen | Bild |
| ------------------------------------------------------------------ | --------------------------------------- | --------------------------- | --- | ---- |
| Burg Aigremont Château d'Aigremont                                 | Aigremont 43,965868° N, 4,1227° O       | Burg                        | Abgegangen, lag in der Mitte des Ortes                                                                                |      |
| Stadtbefestigung von Aigues-Mortes Remparts d'Aigues-Mortes        | Aigues-Mortes 43,568086° N, 4,189602° O | Burg (Stadtbefestigung)     | Eine der größten noch erhaltenen mittelalterlichen Stadtbefestigungen                                                 |      |
| Stadtbefestigung von Aiguèze Château d'Aiguèze                     | Aiguèze 44,303467° N, 4,556493° O       | Burg (Stadtbefestigung)     | Der von weitem sichtbare Bergfried ist alles, was von der frühmittelalterlichen Stadtbefestigung übrig geblieben ist. |      |
| Burg Allègre Château d'Allègre                                     | Allègre-les-Fumades                     | Burg                        | Ruine |      |
| Stadtbefestigung von Anduze Château d'Anduze                       | Anduze                                  | Burg (Stadtbefestigung)     | Teilweise erhalten, mehrere Türme                                                                                     |      |
| Schloss Aramon Château d'Aramon                                    | Aramon 43,891094° N, 4,681182° O        | Schloss                     | |      |
| Schloss Arpaillargues Château d'Arpaillargues                      | Arpaillargues-et-Aureillac              | Schloss                     | |      |
| Burg L’Arque Château l'Arque                                       | Baron                                   | Burg                        | Ruine |      |
| Schloss Assas Château d'Assas                                      | Le Vigan                                | Schloss                     | |      |
| Schloss Aubais Château d'Aubais                                    | Aubais                                  | Aubais                      | |      |
| Schloss Aubussargues Château d'Aubussargues                        | Aubussargues                            | Schloss                     | |      |
| Burg Aujac Chateau d'Aujac (Cheylard d'Aujac)                      | Aujac                                   | Burg                        | |      |
| Schloss Aujargues Château d'Aujargues                              | Aujargues                               | Schloss                     | |      |
| Schloss Aumessas Château d'Aumessas                                | Aumessas                                | Schloss                     | |      |
| Schloss Les Barbuts Château des Barbuts                            | Saint-André-de-Valborgne                | Schloss                     | |      |
| Schloss Barjac Château de Barjac                                   | Barjac                                  | Schloss                     | |      |
| Schloss Barnier Château Barnier                                    | Caissargues                             | Schloss                     | |      |
| Schloss der Barone von Hierle Château des barons d'Hierle          | Aulas                                   | Schloss                     | |      |
| Schloss La Bastide-d’Engras Château de la Bastide-d'Engras         | La Bastide-d’Engras                     | Schloss                     | |      |
| Schloss La Bastide d’Orniols Château de la Bastide d'Orniols       | Goudargues                              | Schloss                     | |      |
| Burg Beaucaire Château de Beaucaire                                | Beaucaire                               | Burg                        | |      |
| Schloss Beauvoisin Château de Beauvoisin                           | Beauvoisin                              | Schloss                     | |      |
| Schloss Bellecoste Château de Bellecoste                           | Caissargues                             | Schloss                     | |      |
| Turm Bellegarde Tour de Bellegarde                                 | Bellegarde                              | Burg (Turm)                 | Ruine |      |
| Burg Bellevue Château de Bellevue                                  | Castillon-du-Gard                       | Burg (Turm)                 | |      |
| Burg Belvézet Château de Belvézet                                  | Belvézet                                | Burg (Turm)                 | Mehrere Türme erhalten                                                                                                |      |
| Schloss Blauzac Château de Blauzac                                 | Blauzac                                 | Schloss                     | |      |
| Burg Boissières Château de Boissières                              | Boissières                              | Burg                        | |      |
| Schloss Bosc Château de Bosc                                       | Domazan                                 | Schloss                     | |      |
| Burg Boucoiran Château de Boucoiran                                | Boucoiran-et-Nozières                   | Burg                        | |      |
| Burg Bouquet Château de Bouquet                                    | Bouquet                                 | Burg (Turm)                 | Ruine |      |
| Schloss Bréau Château de Bréau                                     | Bréau-Mars                              | Schloss                     | |      |
| Burg Brésis Château de Brésis                                      | Ponteils-et-Brésis                      | Burg                        | Ruine |      |
| Stadtbefestigung von Brignon Château de Brignon                    | Brignon                                 | Burg (Stadtbefestigung)     | |      |
| Schloss Les Buissières Château des Buissières                      | Dions                                   | Schloss                     | |      |
| Schloss Caladon Château de Caladon                                 | Bréau-Mars                              | Schloss                     | |      |
| Palais Calvières Hôtel de Calvières                                | Montfrin                                | Schloss (Stadtpalais)       | |      |
| Schloss Calvières Château de Calvières                             | Vézénobres                              | Schloss                     | |      |
| Schloss Calvisson Château de Calvisson                             | Calvisson                               | Schloss (Hôtel particulier) | |      |
| Schloss Campestre Château de Campestre                             | Campestre-et-Luc                        | Schloss                     | |      |
| Schloss Candiac Château de Candiac                                 | Vestric-et-Candiac                      | Schloss                     | |      |
| Schloss La Capelle Château de la Capelle                           | Aulas                                   | Schloss                     | |      |
| Burg La Capelle Château de la Capelle                              | La Capelle-et-Masmolène                 | Burg                        | |      |
| Schloss Cardet Château de Cardet                                   | Cardet                                  | Schloss                     | |      |
| Schloss Cassagnoles Château de Cassagnoles                         | Cassagnoles                             | Schloss                     | |      |
| Burg Le Castellas Château du Castellas                             | Saint-Bonnet-de-Salendrinque            | Burg                        | |      |
| Schloss Castelnau Valence Château de Castelnau Valence             | Castelnau-Valence                       | Schloss                     | |      |
| Schloss Castille Château de Castille                               | Argilliers                              | Schloss                     | |      |
| Schloss Castille Château de Castille                               | Gagnières                               | Schloss                     | |      |
| Schloss Caveirac Château de Caveirac                               | Caveirac                                | Schloss                     | |      |
| Schloss Clapices Château de Clapices                               | Aulas                                   | Schloss                     | |      |
| Schloss Collias Château de Collias                                 | Collias                                 | Schloss                     | |      |
| Turm Concoules Tour de Concoules                                   | Concoules                               | Burg (Turm)                 | Ruine |      |
| Burg Corconne Château fort de Corconne                             | Corconne                                | Burg                        | |      |
| Burg Cornillon Château de Cornillon                                | Cornillon                               | Burg                        | Ruine |      |
| Schloss Crouzas Château de Crouzas                                 | Chamborigaud                            | Schloss                     | |      |
| Schloss La Devèze Château de la Devèze                             | Quissac                                 | Schloss                     | |      |
| Turm Durfort Tour de Durfort                                       | Durfort-et-Saint-Martin-de-Sossenac     | Burg (Turm)                 | Donjon im Ortskern erhalten                                                                                           |      |
| Schloss Espeyran Château d'Espeyran                                | Saint-Gilles                            | Schloss                     | Aus dem 19. Jahrhundert, beherbergt heute das Nationale Zentrum für Mikrofilm und Digitalisierung                     |      |
| Schloss Espinassous Château d'Espinassous                          | Lanuéjols                               | Schloss                     | |      |
| Schloss Fan Château de Fan                                         | Lussan                                  | Schloss                     | |      |
| Burg Ferreyroles Château de Ferreyroles                            | Saint-Privat-de-Champclos               | Burg                        | Ruine |      |
| Schloss Foissac Château de Foissac                                 | Foissac                                 | Schloss                     | |      |
| Schloss Fontarèches Château de Fontarèches                         | Fontarèches                             | Schloss                     | |      |
| Schloss La Fare Château de la Fare                                 | Cavillargues                            | Schloss                     | |      |
| Schloss La Fare Château de la Fare                                 | Cendras                                 | Schloss                     | |      |
| Burg Fourques Château de Fourques                                  | Fourques                                | Burg                        | |      |
| Burg Fressac Château de Fressac                                    | Fressac                                 | Burg                        | Ruine |      |
| Burg Gajan Château de Gajan                                        | Gajan                                   | Burg                        | |      |
| Schloss Gallargues Château de Gallargues                           | Gallargues-le-Montueux                  | Schloss                     | |      |
| Schloss Garons Château de Garons                                   | Garons                                  | Schloss                     | |      |
| Schloss Garrigues Château de Garrigues                             | Garrigues-Sainte-Eulalie                | Schloss                     | |      |
| Schloss Gaujac Château de Gaujac                                   | Gaujac                                  | Schloss                     | |      |
| Schloss Générac Château de Générac                                 | Générac                                 | Schloss                     | |      |
| Schloss Génolhac Château de Génolhac                               | Génolhac                                | Schloss                     | |      |
| Burg Gicon Château de Gicon                                        | Chusclan                                | Burg                        | |      |
| Schloss Grailhe Château de Grailhe                                 | Campestre-et-Luc                        | Schloss                     | |      |
| Schloss La Grange Château de la Grange                             | Concoules                               | Schloss                     | |      |
| Schloss Guillaume de Nogaret Château de Guillaume de Nogaret       | Calvisson                               | Schloss                     | |      |
| Schloss Isis Château d'Isis                                        | Saint-Julien-de-la-Nef                  | Schloss                     | |      |
| Schloss Lascours Château de Lascours                               | Boisset-et-Gaujac                       | Schloss                     | |      |
| Schloss Lavit Château de Lavit                                     | Blandas                                 | Schloss                     | |      |
| Schloss Livières Château de Livières                               | Calvisson                               | Schloss                     | |      |
| Schloss Lussan Château de Lussan                                   | Lussan                                  | Schloss                     | |      |
| Burg Mandajors Château de Mandajors                                | Saint-Paul-la-Coste                     | Burg                        | Ruine einer Höhenburg, nur die Kapelle erhalten                                                                       |      |
| Schloss Maransan Château de Maransan                               | Bagnols-sur-Cèze                        | Schloss                     | |      |
| Schloss Montcalm Château de Montcalm                               | Avèze                                   | Schloss                     | |      |
| Schloss Montcalm Château de Montcalm                               | Vestric-et-Candiac                      | Schloss                     | |      |
| Schloss Montdardier Château de Montdardier                         | Montdardier                             | Schloss                     | |      |
| Schloss Montfaucon Château de Montfaucon                           | Montfaucon                              | Schloss                     | |      |
| Schloss Montfrin Château de Montfrin                               | Montfrin                                | Schloss                     | |      |
| Schloss Montjoie Château de Montjoie                               | Chamborigaud                            | Schloss                     | |      |
| Schloss Nicolaï Château de Nicolaï                                 | Cavillargues                            | Schloss                     | |      |
| Schloss Le Plaisir Château du Plaisir                              | Aramon                                  | Schloss                     | |      |
| Schloss Pondres Château de Pondres                                 | Villevieille                            | Schloss                     | |      |
| Burg Portes Château de Portes                                      | Portes                                  | Burg                        | Ruine, historische Pilgerstätte                                                                                       |      |
| Schloss Pouzilhac Château de Pouzilhac                             | Pouzilhac                               | Schloss                     | |      |
| Turm Le Puech Tour du Puech                                        | Cendras                                 | Burg (Turm)                 | Aus dem 14. Jahrhundert                                                                                               |      |
| Schloss Roucaute Château de Roucaute                               | Bragassargues                           | Schloss                     | |      |
| Schloss Rousson Château de Rousson                                 | Rousson                                 | Schloss                     | |      |
| Schloss Roux Château de Roux                                       | Bragassargues                           | Schloss                     | |      |
| Schloss Sabatier Château de Sabatier                               | Quissac                                 | Schloss                     | |      |
| Fort Saint-André                                                   | Villeneuve-lès-Avignon                  | Festung                     | |      |
| Schloss Saint-Jean-du-Gard Château de Saint-Jean-du-Gard           | Saint-Jean-du-Gard                      | Schloss                     | |      |
| Schloss Saint-Laurent-le-Minier Château de Saint-Laurent-le-Minier | Saint-Laurent-le-Minier                 | Schloss                     | |      |
| Schloss Saint-Privat Château de Saint-Privat                       | Vers-Pont-du-Gard                       | Schloss                     | |      |
| Schloss Saint-Victor-de-Malcap Château de Saint-Victor-de-Malcap   | Saint-Victor-de-Malcap                  | Schloss                     | |      |
| Schloss Salze Château de Salze                                     | Campestre-et-Luc                        | Schloss                     | |      |
| Schloss Serres Château de Serres                                   | Bréau-Mars                              | Schloss                     | |      |
| Schloss Le Solier Château du Solier                                | Saint-Hilaire-de-Lavit                  | Schloss                     | |      |
| Schloss Tagnac Château de Tagnac                                   | Chamborigaud                            | Schloss                     | |      |
| Schloss Teillan Château de Teillan                                 | Aimargues                               | Schloss                     | |      |
| Kommende der Templer Commanderie de templiers                      | Montfrin                                | Burg (Kommende)             | |      |
| Schloss Theyrargues Château de Theyrargues                         | Rivières-de-Theyrargues                 | Schloss                     | |      |
| Herzogspalast von Uzès Château d'Uzès                              | Uzès                                    | Schloss                     | |      |
| Schloss Valcombe Château de Valcombe                               | Générac                                 | Schloss                     | |      |
| Schloss Valence Château de Valence                                 | Castelnau-Valence                       | Schloss                     | Aus der Zeit Ludwig XIII.                                                                                             |      |
| Schloss La Valette Château de la Valette                           | Bez-et-Esparon                          | Schloss                     | |      |
| Burg Valgarnide Château fort de Valgarnide                         | Dourbies                                | Burg                        | |      |
| Fort Vauban                                                        | Alès                                    | Festung                     | |      |
| Schloss Vibrac Château de Vibrac                                   | Durfort-et-Saint-Martin-de-Sossenac     | Schloss                     | |      |
| Schloss Villevieille Château de Villevieille                       | Villevieille                            | Schloss                     | |      |
| Schloss Vissec Château de Vissec                                   | Vissec                                  | Schloss                     | |      |